# Dragsholm Slot
Dragsholm Slot er en dansk middelalderfæstning, der ligger i Odsherred. Den hører til blandt landets ældste fungerende verdslige bygninger og ligger ud til Sejerøbugten i den sydvestlige del af Odsherred i Nordvestsjælland. I en periode blev slottet kaldt Adelersborg.
Dragsholm Gods er på 187 hektar.

## Navnet Dragsholm
Kilderne nævner første gang ”Draugh” i 1313/1320 og Draugsholm i 1336. ”Draugh” eller ”Drag” betyder landtange og betegner den smalle stribe land, der forbandt Odsherred med det øvrige Sjælland. Draget lå ude øst for Dragsholm ved Dragsmølle og var ca. 200 m bredt. Indtil inddæmningen af Lammefjorden fra 1873 til 1943 var Dragsholm omgivet af vand på tre sider (øst, syd og vest).

## Det oprindelige Dragsholm
Det oprindelige Dragsholm kaldes ikke et slot, men et palatium. Vi har ingen kilder, der kan hjælpe os til en sikker datering, men visse spor som med rimelig sikkerhed kan sandsynliggøre, hvornår det ældste Dragsholm er opført. Roskildebispen Peder Sunesen (biskop 1191-1214) fik i en nyopført koromgang på Roskilde Domkirke indsat trekoblede romanske vinduer af samme type som det tilmurede vindue, man kan se i sydmurens østlige ende. Vinduerne på Dragsholm målte henholdsvis 4,6 og 3,6 meter i højden og var grupperet i tre gange tre, så et højt var flankeret af to lavere. Sådanne vinduespartier er ikke typiske i Danmark i denne periode, hvorfor man må antage, at bygherre såvel som bygmester var den samme på Roskilde Domkirkes apsisomgang og Dragsholm. Et forsigtigt årstal for det første Dragsholm kunne være 1215.
Bebyggelsen bestod i sit udgangspunkt af en hovedfløj i syd med en højenloftssal på 22,5 meters længde og 6 m til loftet. Herunder har været en stueetage med beboelsesareal, køkken m.m. På solrige dage ses aftegninger i sydmuren af de tre trekoblede romanske vinduer (ni i alt) rundt om de to nederste rækker af firefagsvinduerne. Til hovedfløjen hørte en sidefløj i øst.

## Dragsholm i middelalder og renæssance
I løbet af de første århundreder af Dragsholms historie blev den oprindelige palatiebygning udbygget og ombygget til en lukket ringmursborg. Omkring 1490 blev Dragsholm nærmest totalt ombygget og overordentligt stærkt befæstet. På borgens nordøstlige hjørne blev der rejst et svært kanontårn. Tårnet rejstes oven på de svære ringmure og målte 28 m i højden, ca. 10x10 m i grundmål og havde ca. to m tykke mure.
De omtalte store romanske vinduer blev muret til og erstattet af mindre. Murene blev mod nord og syd gjort tykkere – i syd fra indersiden, hele holmen (borgbanken) blev tilføjet forsvarsværker af forskellig karakter, og voldgraven blev gjort dybere og bredere. Et stort anlagt ydre voldgravsanlæg lagdes i større afstand af slottet så slottet beskyttedes af dobbelte voldgrave.

## Grevens fejde og reformationen
Overgangen fra middelalder til renæssance markeres i Danmark ofte med Reformationen i 1536. Reformationen i Danmark kom i stand via borgerkrigen, Grevens fejde, som varede i cirka to år. Krigen blev vundet af hertug Christian (kronet som Christian III) over lübeckerne under ledelse af grev Christoffer af Oldenburg, fra hvem fejden har fået sit navn.
Dragsholm blev belejret fra januar 1535 i cirka fire måneder og beskudt af grev Johan af Hoya (Hoyer) fra det tabende parti. Dragsholm blev imidlertid aldrig udsat for stormangreb, hvorfor borgen ved krigens afslutning stadig var kontrolleret af Roskildes biskop Joachim Rønnow. Han blev i øvrigt fængslet som med alle de andre biskopper i landet.

## Fra bispeborg til kongeslot
Biskopperne havde i første omgang ikke ønsket at støtte den protestantiske hertug Christian, så ved at fængsle biskopperne og reformere kirken styrkede Christian III kongemagten og kunne med biskoppernes konfiskerede ejendom betale for den to år lange krig. Efter at have truet den fungerende lensmand på Dragsholm blev vindebroen åbnet for Christian III's mænd og Dragsholm overgik til kronen.
Således blev Dragsholm til Dragsholm Slot og styret som kongeligt len.

## Kongeligt len og statsfængsel
Det var en temmelig slidt borg, kongen inddrog under kronen, og Dragsholm Slot fik lov til at stå lettere ramponeret og kun nødtørftigt istandsat i en del år. Først med lensmanden Claus Daae på Dragsholm fra 1624-41 blev Dragsholm Slot sat i stand.
Under ledelse af arkitekten Hans van Steenwinckel den yngre blev et karnaptårn opført i den restaurerede og nu smallere østfløj. Det varede dog ikke længe, før Dragsholm Slot igen trængte til en kærlig hånd.
Som krongods fra 1536 til 1664 fungerede Dragsholm Slot også som fængsel for primært adelige og gejstlige fanger. I den store barfred (borgtårn) i det nordøstlige hjørne af middelalderborgen indrettedes sikre fængselsceller, som blev udstyret med hemmeligheder (toiletter) og vinduer afhængig af fangens forbrydelser, opførsel og måske ikke mindst graden af fornærmelser mod majestæten.
Til de mere kendte fanger på Dragsholm Slot hører Roskildes sidste katolske biskop, den tidligere herre på stedet, Joachim Rønnow, den skotske jarl James Hepburn og den efter alt at dømme skingrende skøre herremand Ejler Brockenhuus.

## Svenskekrigene og Dragsholm Slot
I 1657 udbrød første Karl Gustav-krig. Svenskerne var travlt optaget af at føre krig mod Polen – troede den danske konge og rigsrådet, men de tog fejl. Den svenske hær erobrede hele Danmark, inden nogen nåede at råbe vagt i gevær. Fredsslutningen gav den svenske hær lov til at blive på Sjælland i et par måneder.
I løbet af opholdet spiste svenskerne sig mætte på danskernes regning og så sig samtidig sultne på det svækkede rige. Svenskerne indledte derfor endnu en besættelse af Danmark. Kun København holdt stand.
Svenskerne indtog under besættelsen også Dragsholm Slot, men tilsyneladende havde slottet lidt så meget under krigen, at de tog ophold på den tilhørende Rødegaard i Vindekilde. Slottet var dog ikke mere ramponeret, end at svenskerne omkring fredsslutningen i 1660 bestemte sig for at sprænge det i luften. Krudtladninger i borgtårnet fjernede hele den øverste del og fik hele den østvendte side af tårnet til at falde sammen. Konsekvenserne af sprængningen kan i dag ses gennem et hul i den indre mur på Kongetrappen. I hullet ses dele af fæstningsmurværket fra det 15. århundrede og den skalmur, der blev opført ved slottets restaurering i slutningen af det 17. århundrede.
I en kilde fra 1662 hedder det om Dragsholm Slot: ”Slottet er gandske sprunget og nederbrudt, saa at der paa intet findes uden nogle bare Muurer og Steene.”

## Enevælden og købmandsborgen
Efter Svenskekrigene var den danske konge på fallittens rand, men han var ikke den eneste. Adelen, som med kongen havde monopol på jordejendom, var også økonomisk trængt oven på den toårige belejring, der var gået hårdt ud over bønder, bøndergårde, herregårde og lensherrernes forråd.
De københavnske borgere udnyttede denne tilstand til sammen med kongen at svække adelens magt og indføre enevælde i Danmark.
Nok var kongen blevet en magtfuld mand, men han skyldte store summer til flere københavnske købmænd bl.a. for lån til at betale de lejesoldater, den seneste krig var blevet ført med.
Købmanden Henrik Müller var en af kronens største långivere. Müller fik i 1664 Dragsholm Slot som betaling, men til en dårlig pris og kunne derfor ikke betale sin egen gæld. Han måtte derfor udpante Dragsholm Slot til sin kreditor, den store købmand, portugiseren Manuel Teixeira i Hamborg. Denne fik imidlertid Dragsholm Slot til en endnu dårligere pris end Müller og valgte i 1694 at sælge slottet til adelsmanden Frederik Christian Adeler. Denne gang til lidt under den pris, jorderne var værd.

## Adeler, Adelersborg og Dragsholm Slot
Frederik Christian Adeler og Henriette Margrethe von Lente markerede færdiggørelsen af genopbygningen og ombygningen af Dragsholm Slot i 1697 med murankre bøjet i deres initialer og årstallet øverst i østfløjens indvendige murværk.
Under ombygningen tilstræbte Adeler at genskabe slottet som barokbygning i tidens arkitektoniske stil. Barokken kom i denne form til udtryk i de hvidkalkede mure, de valmede tage og bestræbelsen på at skabe symmetri i borggårdens indre. Uhensigtsmæssige vinduesplaceringer, snyde-vinduer og –døre og indgangspartiet i det nordøstlige hjørne er udtryk for, at man under ombygningen har måttet tage hensyn til det tidligere borganlæg. F.eks. har man i den gamle barfred indrettet, hvad vi i dag kender som Kongetrappen.
Under Adeler-slægten blev Dragsholm i 1784 ophøjet til baroni, og i 1785 skiftede Dragsholm Slot navn til Adelersborg.
Efter at have været stamhus (allodialgods, som kunne arves af døtre) i en årrække blev Adelersborg i 1843 baroni igen under lensbaron Georg Frederik Otto Zytphen-Adeler, som i 1868 genoptog brugen af navnet Dragsholm Slot. G.F.O. Zytphen von Adeler var en driftig mand og var bl.a. initiativtager til inddæmningen af Lammefjorden (foretaget i perioden 1873-1943).

## Dragsholm Slot i det tyvende århundrede
I starten af det tyvende århundrede blev Dragsholms jordtilliggender ad flere omgange kraftigt beskåret og med den barnløse baron Frederik Georg de Falsen Zytphen-Adelers død i 1932 overtog Statens Jordlovsudvalg Dragsholm Slot (med lensafløsningen 1919 overgik Dragsholm Slot fra baroni til fri ejendom).
Efter en større auktion over boet og udstykning af jorderne blev Dragsholm Slot i 1937 solgt til Johan Frederik Bøttger, der bortforpagtede slottet til hotelvirksomhed og selv drev landbrug på den tilhørende hovedgårdsjord.
På nær Besættelsens sidste tid, hvor tyskerne oprettede regionalt hovedkvarter på slottet, er Dragsholm Slot lige siden blevet benyttet til hotelvirksomhed.
I 2002 købte J.F. Bøttgers ene arving, Inge Merete Bøttger sin bror Flemming Frederik Bøttger ud og blev dermed eneejer af Dragsholm Slot. Siden har Dragsholm Slot undergået en række ombygninger bl.a. med det sigte at højne standarden på hotelværelserne.
I august 2005 blev Inge Meretes søn, Mads Bøttger ansat som direktør på slottet. Der er i de senere år kommet en række værelser til i slottets tilhørende bygninger (Gods- og portnerbolig), ligesom restauranten i kælderen er blevet renoveret og udvidet. Med indvielsen i juni 2006 omfatter kælderplanet slottets andet køkken, gourmetrestaurant og reception. Siden indvielsen har man i køkkenet arbejdet hårdt på at bruge de historiske referencer til Lammefjorden og Odsherred og præsentere dem på tallerkenerne.
I 2008-2009 restaureres parken og voldgraven med støtte fra A.P. Møller og Hustru Chastine Mc-Kinney Møllers Fond til almene Formaal. Udvikling Nordvestsjælland yder i samme forbindelse støtte til en omlægning og udvidelse af slottets urtehave, som er beliggende, hvor der tidligere var en barok prydhave.

## Restaurant
Der er tre restauranter på Dragsholm; Dragsholm Slot Gourmet, Dragsholm Slot Bistro og Dragsholm Slot Madhus.
I 2017 blev Dragsholm Slot Gourmet tildelt en Michelin-stjerne.

## Ejere af Dragsholm
- (1215-1536) Roskilde Bispestol
- (1536-1664) Kronen
- (1664-1682) Henrik Müller
- (1688-1694) Manuel Texeira
- (1694-1727) Frederik Christian von Adeler
- (1727-1757) Christian von Lente af Adeler (søn)
- (1757-1785) Conrad Wilhelm Adeler (søn)
- (1785-1816) Frederik Adeler (søn)
- (1816-1836) Bertha Moltke gift Adeler
- (1836-1878) Georg Frederik Otto Zytphen-Adeler (datters datters ægtefælle)
- (1878-1908) Frederik Herman Christian de Falsen Zytphen-Adeler (søn)
- (1908-1932) Georg Frederik de Falsen Zytphen-Adeler (søn)
- (1932-1936) Slægten von Zytphen-Adeler
- (1936) Statens Jordlovsudvalg
- (1936-1985) Johan Frederik Bøttger
- (1985-2002) Flemming Frederik Bøttger / Inge Merete Bøttger
- (2002-2015) Inge Merete Bøttger
- (2015-) Mads Hylleholt Bøttger